# 石廟子
石廟子，原寫為石廟仔，是台灣雲林縣土庫鎮的一個傳統地域名稱，位於該鎮東部偏南，其範圍大致與今日之石廟里相當。

## 歷史
相傳此地早期居民不多，有次颱風飄來一顆石頭，居民將其雕刻為福德正神（土地公）並蓋廟供奉，故稱為石廟。
清治末期至日治初期該地區稱為「石廟仔庄」，隸屬於大坵田堡。該庄西接大荖庄，南鄰土庫庄、新興庄，東接三合庄，北與牛埔仔庄、大墩仔庄為鄰。
- 日治明治三十四年（1901年）11月，全台廢縣廳改設二十廳，該庄隸屬於斗六廳。[4]
- 明治三十六年（1903年）6月，該庄編入土庫區，仍在斗六廳下。[4]
- 明治四十二年（1909年）10月，合併二十廳為十二廳，土庫區改隸於嘉義廳，上屬行政單位依序為嘉義廳土庫支廳土庫區大坵田堡。[3][4]

- 大正九年（1920年），全台地方制度大改正，廢十二廳改設五州二廳，該庄改制並雅化為「石廟子」大字，隸屬於臺南州虎尾郡土庫庄。[4]
- 1943年10月，土庫庄升格為土庫街。

戰後土庫街改制為土庫鎮，隸屬於臺南縣，大字亦改制為里。1950年10月，雲、嘉、南分治，土庫鎮改隸屬雲林縣。

## 聚落
本地區發展較早的聚落有石廟仔、番仔堀（復興）、菜園、溪心（頂溪心）等，在日治期初期的官方地圖上已有記載。此外，本地區尚有小竹圍聚落。
- 石廟子（tsio̍h-biō-á）：為信仰中心石廟所在，日治時期保正王光平居住在此聚落，亦將車站設於聚落中名為老鼠墩之處。[3][6]

- 番仔堀（huan-á-khut）：相傳清治時期有平埔族居住並有同名池塘，後來池塘被填平。雲林縣立土庫國民中學創校後，此聚落改名為「復興」，並納入都市用地[3][6]

- 菜園（tshài-hn̂g）：又稱大菜園（tuā-tshài-hn̂g），因昔日種植、供應蔬菜得名，戰後納入都市用地。[3][6]

- 溪心（khe-sim）：又稱頂溪心（tíng-khe-sim）或石廟子溪心（tsio̍h-biō-á khe-sim），與大荖庄之下溪心聚落相對，位於下溪心之東北方。[3][6]

## 交通
省道快速公路台78線即「東西向快速公路－台西古坑線」，是雲林縣境內的東西向快速公路，大致以西向東轉西北西—東南東走向再轉西微南—東微北走向蜿蜒經過石廟子地區北部並經過高鐵高架橋下，且與鄉道雲97線交會處於土庫交流道。由此向西可前往元長、東勢、台西等地；向東可前往虎尾、斗南、古坑、高厝林子頭的東側端點（古坑端）並止於國道3號古坑系統交流道；亦可於雲林系統交流道轉接國道1號前往台灣西部南北各地。
縣道145號（建國路、林森路、中央路）是彰化縣埤頭鄉至嘉義縣六腳鄉港尾寮的道路，與縣道158甲線共線大致以東北東—西南西走向接近本地區東南部邊界外不遠處的土庫市區東側，其後轉南微東獨行再繞大彎轉西南西再轉西，經縣道145甲線路口轉西北西再轉西南微西遠離本地區南部。由該道路向東北東轉東北獨行後可前往虎尾、西螺、埤頭等地，向西南微西可前往元長、北港、六腳的港尾寮並止於省道台19線路口。
縣道158甲線（馬光路、復興路）是台西鄉崙子頂至南投縣竹山鎮桶頭的道路，大致以西北—東南走向轉北北西—南南東走向再轉西北—東南走向再轉西北微北—東南微南走向經過本地區，並經過高鐵高架橋下。由該道路向西北經省道台78線（東西向快速公路－台西古坑線）高架橋下後可前往馬公厝、褒忠中部、東勢北部、台西等地；向東南經土庫市區轉東北東可前往虎尾南端、斗南、古坑、竹山等地。
鄉道雲97線（復興路）是新莊仔（新庄子）至蕃仔堀的道路，其南側端點（終點）位於本地區中部偏東南的縣道158甲線路口（蕃仔堀聚落西側）。由此向北北東轉北北西，經高鐵高架橋下、省道台78線（東西向快速公路－台西古坑線）土庫交流道後轉北微東，經鄉道雲97-1線終點路口後出境，可前往大屯子西南部、牛埔子東部、大屯子西北部、新庄子並止於鄉道雲101線路口。
鄉道雲97-1線是芳草（牛埔子）至埔尾的道路，其東南側端點（終點）位於本地區北部近邊界地帶的鄉道雲97線路口（牛埔子地區埔尾聚落東北東郊）。由此向西出境後蜿蜒而行可經埔尾轉北前往牛埔子聚落並止於縣道158號舊線（民族路-大屯）路口。
鄉道雲98線（光復路）是潮洋厝至頂竹圍的道路，大致以西向東轉西北—東南走向經過本地區西南端，並經過高鐵高架橋下。由該道路向西可前往大荖、崙內、馬公厝西南部、潮洋厝並止於省道台19線路口（潮洋厝聚落北北東郊）；向東南可前往土庫與新興交界地帶並止於鄉道雲100線轉角路口（新興地區頂竹圍聚落東郊）。
鄉道雲98-1線是大荖至石廟仔的道路，其東側端點（終點）位於本地區中部偏東北的鄉道雲97線路口（石廟子聚落南郊的省道台78線土庫交流道旁）。由此向西北微西轉西微北，至路底轉南再轉西南，經縣道158甲線路口、頂溪心聚落後轉西南西，出境後轉西可前往大荖並止於鄉道雲98線路口。

## 學校
- 土庫國中